# Teilhol
Teilhol – zakłady samochodowe, działające w latach 1958−1990.

## Historia
W 1958 roku Raoul Teilhol założył przedsiębiorstwo, która zajęło się produkowaniem samochodów (początkowo produkcją samochodów dla innych koncernów), a które pierwotnie nazywało się Les Ateliers de Construction de la Loire (A.C.L.) z siedzibą w Arlanc. Dopiero w 1970 roku przedsiębiorstwo zmieniło nazwę na Teilhol Voiture Électrique (Société Établissements Teilhol) z siedzibą w Ambert. W 1972 roku zmieniono firmę przedsiębiorstwa na Teilhol, i pod taką marką wprowadzono produkowane pojazdy na rynek. W 1981 roku przeniesiono siedzibę przedsiębiorstwa do miasta Courpière. W 1990 roku zakończono produkcję samochodów, a przedsiębiorstwo przeszło w stan likwidacji.
W latach 1970−1988 przedsiębiorstwo Teilhol zajmowało się produkcją samochodu Renault Rodéo dla koncernu Renault

## Produkowane samochody
- Teilhol Tangara
- Teilhol Tangara 1100
- Teilhol Citadine